# Kirchwistedt
Kirchwistedt is een voormalige gemeente in de Duitse deelstaat Nedersaksen. De gemeente maakte deel uit van de Samtgemeinde Beverstedt in het Landkreis Cuxhaven. Per 1 november 2011 werd Kirchwistedt als zelfstandige gemeente opgeheven. De plaats ging deel uitmaken van de nieuw gevormde eenheidsgemeente Beverstedt.
- Gemeinsame Normdatei: 4586691-0
- Virtual International Authority File: 247385984